# Аспіцилія блукаюча
Аспіцилія блукаюча (Aspicilia vagans) — кочівний аридний лишайник роду аспіцілія (Aspicilia). Класифіковано у 1971 році.

## Будова
Тіло у вигляді вільних, не прикріплених до субстрату, сіруватих, матових, майже кулястих та дещо притиснутих, 1–2 см у діаметрі, грудочок. Поверхня складається зі зближених, бородавчастих ареол завширшки 0,5–1,5 мм.

## Поширення та середовище існування
Південні степові регіони Росії, Казахстану, високогір'я Кавказу та Центральної Азії. В Україні — Кримський півострів (Карабі-яйла). Трапляється розрідженими групами.

## Природоохоронний статус
Включений до Червоної книги України.